# آن ديكلوس
آن سيسيل ديكلوس (بالفرنسية: Anne Cécile Desclos)‏ (23 سبتمبر 1907 - 27 أبريل 1998) صحفية وروائية فرنسية كتبت تحت اسمين مستعارين هما دومينيك أوري وبولين ريج، واشتهرت بروايتها المثيرة قصة أو.

## النشأة
ولدت في روشفور، في شارينت ماريتايم، فرنسا لأسرة ثنائية اللغة، وبدأت القراءة باللغتين الفرنسية والإنجليزية في سن مبكرة. بعد الانتهاء من دراستها في جامعة السوربون، عملت كصحفية حتى عام 1946 عندما انضمت إلى غاليمار كسكرتيرة تحرير لإحدى مطبوعاتها حيث بدأت باستخدام الاسم المستعار لدومينيك أوري.
كان ديكلوس قارئًا شغوفًا للأدب الإنجليزي، فقد ترجمت أو قدمت للقراء في فرنسا مؤلفين مشهورين مثل ألغيرنون تشارلز سوينبورن، إيفلين ووه، فرجينيا وولف، ت. س. إليوت،فرنسيس سكوت فيتسجيرالد وغيرهم. أصبحت ناقدًا وعُينت عضوًا في لجنة التحكيم لعدة جوائز أدبية بارزة.

## المسار المهني
كان جان بولهان حبيبها وصاحب عملها، وهو من معجبين ماركيز دي ساد، قال لها إنه لا توجد امرأة قادرة على كتابة رواية مثيرة. لإثبات خطأه، كتبت آن ديكلوس رواية مصورة سادية مازوخية نُشرت تحت اسم مستعار بولين رياج في يونيو 1954. وكانت رواية قصة أو، بمقدمتها بقلم جان بولهان نجاحًا تجاريًا هائلاً، وإن كان مثيرًا للجدل ولذلك لم تكشف عن هويتها. تسبب الكتاب في الكثير من التكهنات حول هوية المؤلف. شكك الكثيرون في أنها امرأة، ناهيك عن الشخصية الرزينة والفكرية وشبه الحذرة التي ظهرت في كتابات دومينيك أوري. وتم الاشتباه في أن العديد من الكتاب الذكور المعروفين هم المؤلفون، بما في ذلك أندريه مالرو وهنري دي مونترلان.
بالإضافة إلى ذلك، أثار المحتوى الرسومي للكتاب الكثير من الجدل لدرجة أن السلطات الحكومية وجهت في مارس التالي اتهامات بالفحش ضد الناشر ومؤلفه الغامض، والتي تم طردها من المحكمة في عام 1959. ومع ذلك، تم حظر الدعاية والقيود على بيع الكتاب إلى القُصر من قبل القاضي. بعد رفع حظر الدعاية في عام 1967، نُشرت رواية أخرى بعنوان Retour à Roissy باستخدام الاسم المستعار بولين رياج. ومع ذلك، وفقًا لسيرتها الذاتية الأخيرة التي كتبها أنجي ديفيد، لم تكتب آن ديكلوس هذه الرواية الثانية. في عام 1975، أجرت مقابلة مطولة مع المؤلف رجينا ديفورجيس حول الكتب المثيرة، والتي نشرها محرر قصة أو جان جاك بوفير، ولكن في ذلك الوقت كانت آن لا تزال غير معروفة. تم إصدار نسخة باللغة الإنجليزية من المقابلة في الولايات المتحدة في عام 1979 من قبل Viking Press.
في النهاية، اعترفت ديكلوس علنًا بأنها كانت مؤلفة قصة أو في عام 1994، بعد 40 عامًا من نشر الكتاب، في مقابلة مع النيويوركر. وشرحت أيضًا الاسم المستعار لـبولين رياچ: فقد اختارت الاسم الأول تكريمًا لبولين بونابرت وبولين رولاند واختارت اسم رياچ عشوائيًا على خريطة طبوغرافية.